# تیم ملی فوتسال کامبوج
تیم ملی فوتسال کامبوج نماینده کامبوج در مسابقات بین‌المللی فوتسال و یکی از تیم‌های فوتسال آسیایی است.
براساس رده‌بندی فیفا تیم فوتسال کامبوج جایگاه ۱۰۷ را در بین تیم‌های ملی فوتسال جهان دارد.